# Rick Bognar
Pour les articles homonymes, voir Bognár et Titan.
Richard « Rick » Bognar (né le 16 janvier 1970 à Calgary et mort le 20 septembre 2019 dans la même ville) est un catcheur canadien connu sous le nom de ring de Big Titan. Il commence sa carrière au Canada avant de partir au Japon lutter à la Frontier Martial-Arts Wrestling (FMW). Dans cette fédération, il remporte une fois le championnat poids lourd d'arts martiaux de la WFDA ainsi que le championnat par équipes de coup de poing américain de la FMW avec The Gladiator. En 1996, il rejoint la World Wrestling Federation (WWF) où il incarne le « Faux » Razor Ramon après le départ du vrai Razon Ramon. Il reste à la WWF jusqu'au début de l'année 1997 et lutte dans diverses fédérations jusqu'en 2001 où il arrête sa carrière. Il meurt le 20 septembre 2019.

## Jeunesse
Rick Bognar grandit à Surrey et étudie à l'université Mount Royal de Calgary.

## Carrière de catcheur

### Débuts puis passage à laFrontier Martial-Arts Wrestling(1988-1996)
Rick Bognar commence sa carrière de catcheur au Canada dans des petites fédérations. Il y affronte à plusieurs reprises Chris Jericho. Au début des années 1990, il envoie une vidéo de ses combats à Atsushi Onita (en), le fondateur de la Frontier Martial-Arts Wrestling (FMW). Avec son physique de culturiste, il devient un des catcheurs vedette de cette fédération. Il remporte le championnat poids lourd d'arts martiaux de la WFDA, le championnat le plus prestigieux de cette fédération, le 15 janvier 1992 après sa victoire face à Onita. Son règne prend fin 15 jours plus tard après sa défaite face à Tarzan Goto (en).
Le 5 mai 1993 au cours de FMW Origin - 4th Anniversary Show, il fait équipe avec The Gladiator et Ricky Fuji (en) et ensemble ils battent Katsuji Ueda (en), Tarzan Goto (en) et The Great Punk dans un Looser Leaves Town No Rope Barbed Wire Tornado tag team match.

## Palmarès
- Canadian Rocky Mountain Wrestling (CRMW)
  - 3 fois champion poids lourd d'Amérique du Nord de la CRMW[8]
- Frontier Martial-Arts Wrestling (FMW)
  - 1 fois champion poids lourd d'arts martiaux de la WFDA[9]
  - 1 fois champion du monde de coups de poing américain de la FMW avec The Gladiator[10]

## Récompenses des magazines
- Pro Wrestling Illustrated

| Année | 1995 | 1996       | 1997 | 1998 |
| ----- | ---- | ---------- | ---- | ---- |
| Rang  | 124  | Non classé | 273  | 137  |